# Ferenc Pfaff
Ferenc Pfaff (geboren als Franz Pfaff) (Mohács, 19 november 1851 - Boedapest, 21 augustus 1913) was een Hongaarse universiteitsprofessor, architect, en hoofdarchitect van de Hongaarse Staatsspoorwegen MÁV.

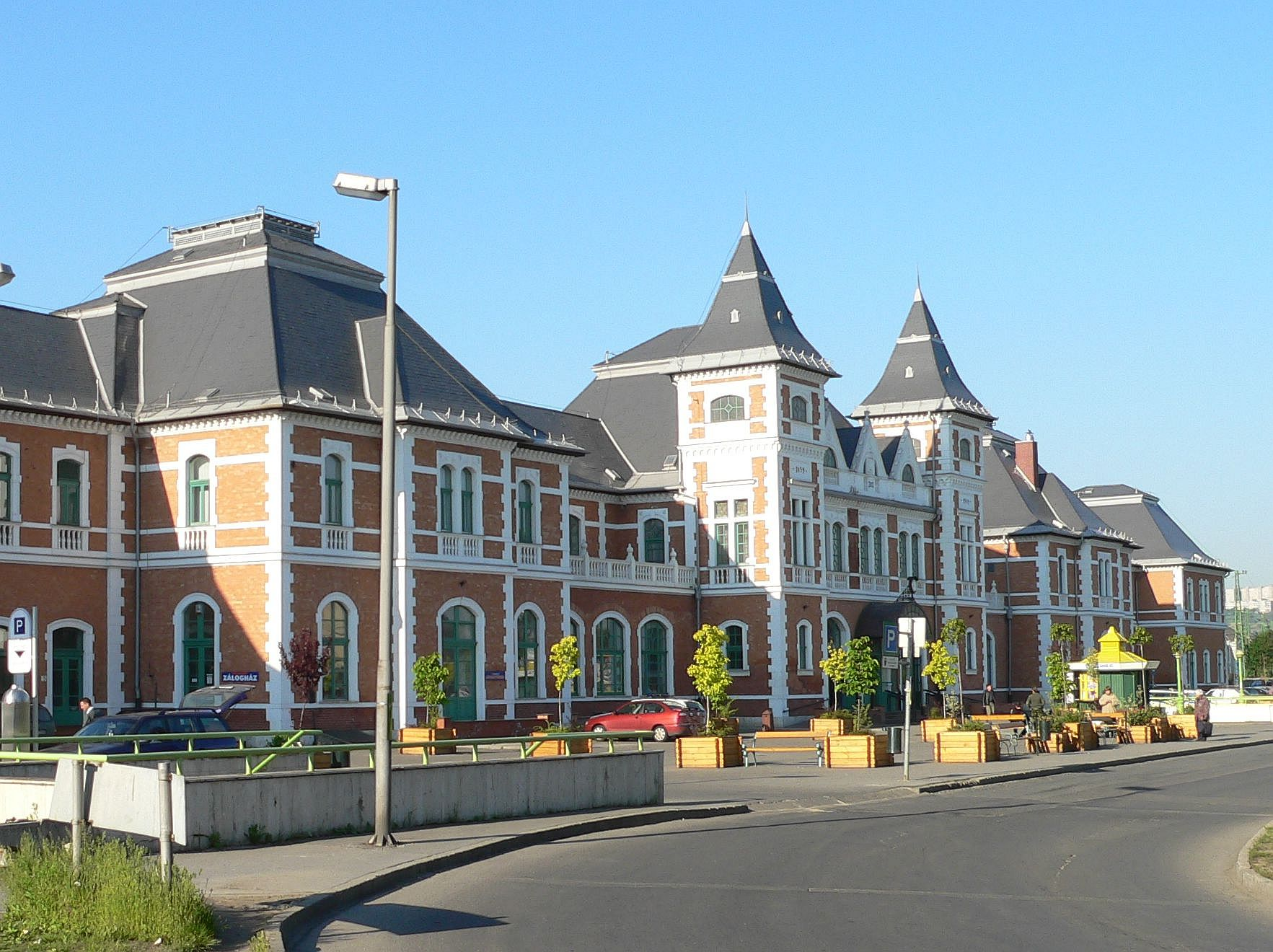
Tisai-station in Miskolc (Hongarije)

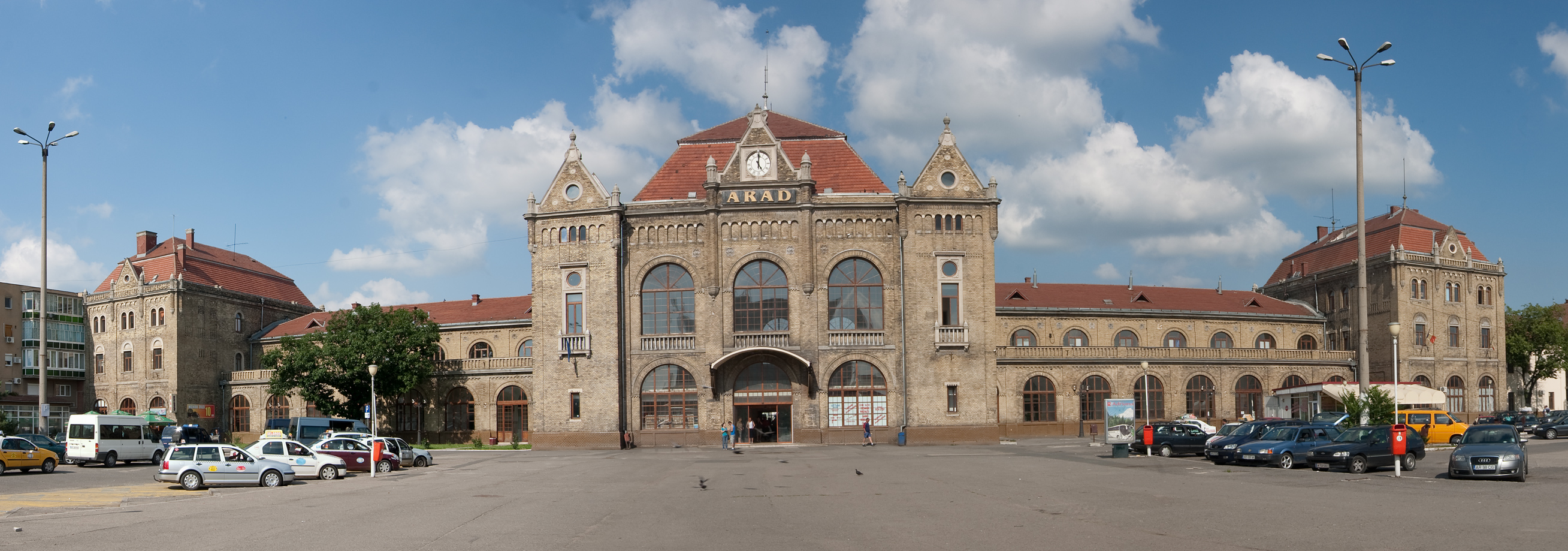
Station in Arad (Roemenië)

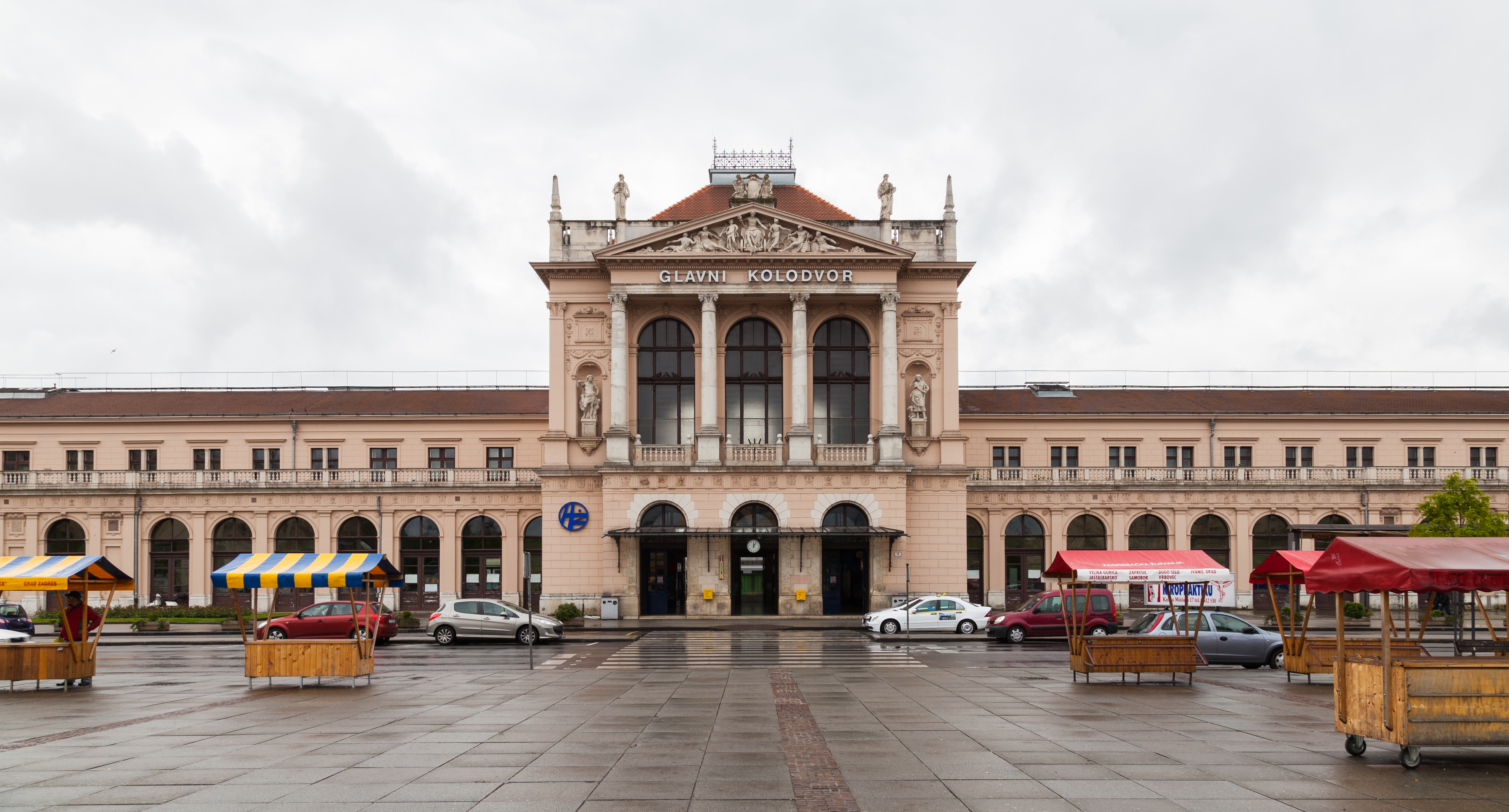
Centraal station in Zagreb (Kroatië)

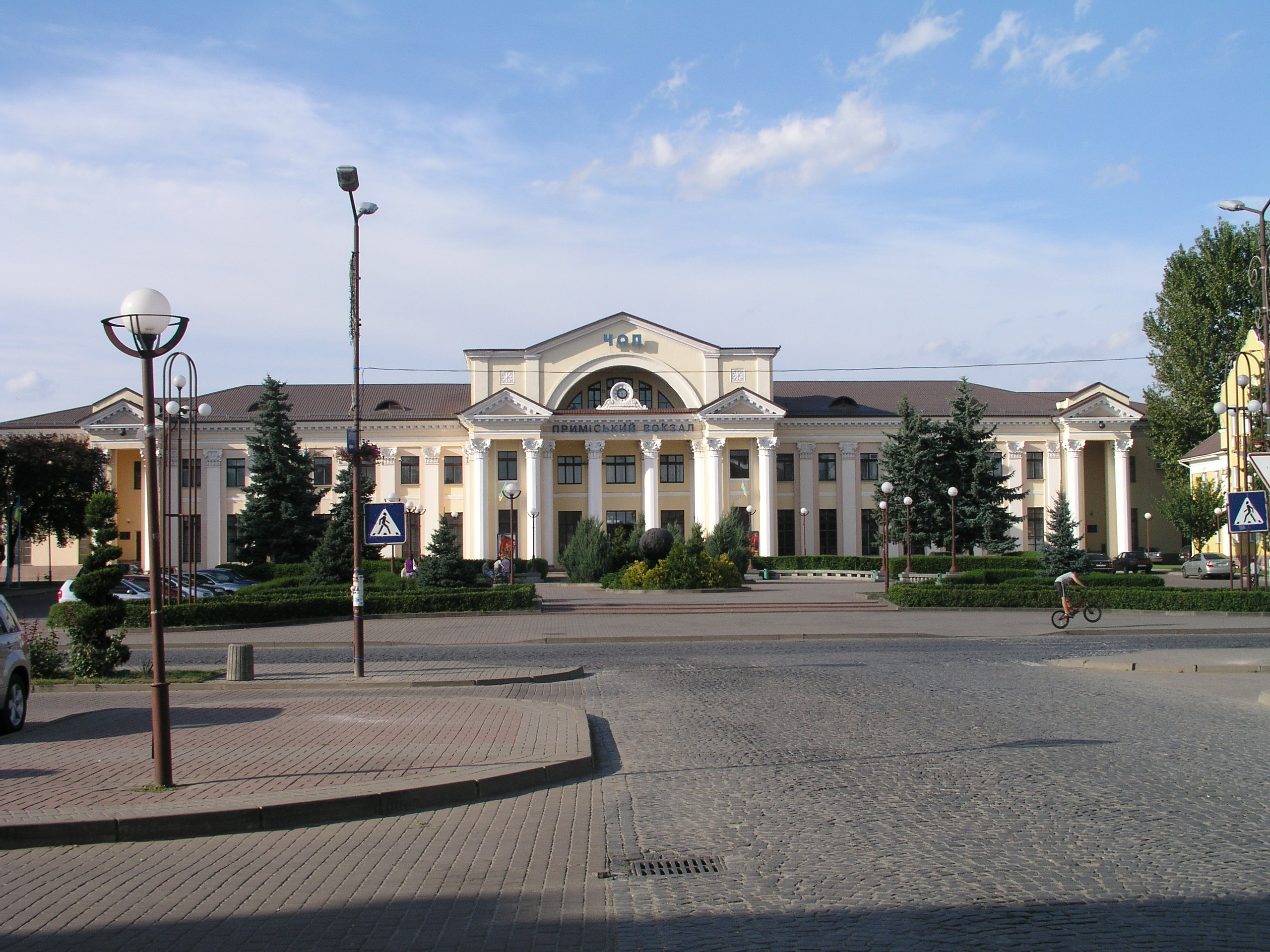
Grensstation in Tsjop (Oekraïne)

## Loopbaan
In de József Palatine Technische Universiteit (Boedapest) ontving Ferenc Pfaff onderwijs van Imre Steindl. Hij behaalde er zijn graad in 1880.
Aan het begin van zijn carrière ontwierp hij enkele kleinere gebouwen. Vanaf 1887 werkte hij voor de Koninklijke Hongaarse Staatsspoorwegen. Daar ontwierp hij tussen 1887 en 1907 -samen met zijn collega's- in totaal 38 stations: 20 grote en verscheidene kleinere, meestal in eclectische renaissancestijl.
Zijn eerste stationsontwerp was voor de stad Rijeka die sedert 1873 was aangesloten op het spoorwegnet.
Het later door hem ontworpen stationsgebouw van Kaposvár werd een standaardontwerp voor verscheidene andere plaatsen.
De door Pfaff ontworpen stations bestonden dikwijls uit een hoog centraal deel te midden van twee lagere vleugels.
Zijn werk omvatte in hoofdzaak treinstations en officiële administratieve spoorweggebouwen op het grondgebied van de voormalige Oostenrijks-Hongaarse dubbelmonarchie.

## Werken(Selectie)

### Spoorwegstations
Belangrijke stations werden opgetrokken in:
Hongarije
- Debrecen,
- Győr (verbouwing),
- Kaposvár,
- Miskolc Tisza (inmiddels verbouwd),
- Pécs,
- Szeged,

Kroatië
- Karlovac,
- Osijek,
- Rijeka,
- Zagreb,

Oekraïne
- Tsjop,

Roemenië
- Arad,
- Carei,
- Cluj-Napoca,
- Ghimeș-Făget,
- Jimbolia,
- Satu Mare,
- Timișoara,

Servië
- Vojvodina,
- Vršac,

Slowakije
- Bratislava (verbouwd: gedeeltelijk vervangen door nieuwbouw),
- Košice (vervangen door nieuwbouw, anno 2011-2016),
- Leopoldov.

### Andere bouwwerken
- Zagreb: Hoofdkantoor van de Hongaarse Spoorwegen (MÁV),
- Boedapest: Rooms-katholieke Sint-Ladislauskerk (Szent László) (Svabhegyi),
- Boedapest: Tentoonstellingshall,
- Boedapest: Transportmuseum.

## Overlijden
Ferenc Pfaff stierf in 1913 in Boedapest. Zijn graf bevindt zich aldaar in het XIIe district, op de begraafplaats Farkasréti temető.

## Eerbetoon
Zijn nagedachtenis wordt geëerd bij middel van gedenkplaten in een aantal stationsgebouwen, niet alleen in Hongarije maar ook in buurlanden, zoals bijvoorbeeld in Kroatië, waar een tweetalige inscriptie aan het station Rijeka is aangebracht.
In Miskolc is vlak bij het station de straat Pfaff Ferenc utca naar hem genoemd.

## Afbeeldingen
|  |  |
|  |  |